# Michael Harner
Michael Harner, ameriški antropolog, * 1929, Washington D.C., ZDA, † 3. februar 2018.
Harner je ameriški antropolog in raziskovalec šamanizma, ustanovitelj in predsednik Foundation for Shamanic Studies, s sedežem v Mill Valley, Kalifornija.

## Življenje
Harner je bil inicijiran v šamanizem, medtem ko je v zgodnjih šestdesetih delal terenske raziskave med Shuar, Conibo in med drugimi prvotnimi narodi zgornjega porečja Amazonke. Je začetnik sedanje renesanse šamanizma ('neošamanizem') na zahodu. Po svetu poučuje in širi šamanizem, šamansko znanje in tehnike zdravljenja.
Esenco svojih primerjalnih študij imenuje Core-šamanizem (Core; sl: jedro) in ponuja lasten doprinos k obravnavanju šamanizma in šamanskih tehnik. Je ustanovitelj in vodja Foundation for Shamanic Studies (FSS), neprofitne organizacije, ki se ukvarja z očuvanjem in raziskovanjem šamanske dediščine in s širjenjem šamanskega znanja in modrosti.

### Monografije in članki
- The Ecological Basis for Aztec Sacrifice. In: American Ethnologist. Nr. 4, 1977, S. 117–135.
- Cannibal. Morrow, New York NY 1979, ISBN 0-688-03499-3.
- The Way of the Shaman. Harper & Row, San Francisco CA 1980, ISBN 0-06-063710-2. V nemščini: Der Weg des Schamanen. Ariston, Genf 1981, ISBN 3-7205-1819-1.
- Core Shamanism defended. In: Shaman's Drum. Spring issue, 1988, S. 65–67.
- Shamanic counseling. In: G. Doore (Hrsg.): The Shaman's Path. Healing, Personal Growth and Empowerment. Shambhala, Boston MA 1988, S. 179–187.
- Journeys Outside of Time. The Way to Knowledge and Wisdom. Unwin Paperbacks, London 1990, ISBN 0-04-440587-1.
- Cave and Cosmos:  Shamanic Encounters with Another Reality. North Atlantic Books, Berkeley, 2013, ISBN 978-1-58394-546-9.

### Urednik
- Hallucinogens and Shamanism. Oxford University Press, London 1972, ISBN 0-19-501649-1.